# Informationsstelle Südliches Afrika
Die Informationsstelle Südliches Afrika e. V. (issa) ist ein 1971 gegründeter Verein mit Sitz in Bonn.
Zweck ist es unter anderem, Informationen über die kulturellen, politischen, sozialen und wirtschaftlichen Entwicklungen im südlichen Afrika bereitzustellen. Die Ergebnisse sollen zur interkulturellen und entwicklungspolitischen Bildungsarbeit, Information und politischen Meinungsbildung beitragen. In diesem Sinne betätigt sich der Verein als Herausgeber von Publikationen.

## Publikationen
- Fachzeitschrift: afrika süd
- Buchreihen:
  - edition südliches afrika,
  - issa – wissenschaftliche Reihe und
  - Perspektiven Südliches Afrika
- sadec-brief
- verschiedene Dossiers